# Fosse Saint-Louis (Anzin)
Pour les articles homonymes, voir Fosse Saint-Louis.
La fosse Saint-Louis de la Compagnie des mines d'Anzin est un ancien charbonnage du Bassin minier du Nord-Pas-de-Calais, situé à Anzin. Les travaux commencent en 1821, et la fosse extrait de la houille demi-grasse jusqu'au 1er décembre 1899. Un terril no 188, Saint Louis, est entrepris au nord du carreau de fosse durant son exploitation. Durant le XXe siècle, la fosse est affectée à l'aérage de la fosse Bleuse Borne.
La Compagnie des mines d'Anzin est nationalisée en 1946, et intègre le Groupe de Valenciennes. Son puits est comblé en 1953, la même année que celui de la fosse Bleuse Borne.
Des habitations prennent la place du terril exploité dans les années 1970. Une entreprise occupe le carreau de fosse. Au début du XXIe siècle, Charbonnages de France matérialise la tête de puits Saint-Louis. Il ne subsiste que l'infirmerie et le mur d'enceinte.

## La fosse

### Fonçage
Le fonçage du puits de la fosse Saint-Louis par la Compagnie des mines d'Anzin commence en 1821, sur le faisceau de la fosse Bleuse Borne, sise dans la même commune à 725 mètres au nord-est.
Le terrain houiller est atteint à la profondeur de 78 mètres,.

### Exploitation
La fosse Saint-Louis exploite la houille demi-grasse du faisceau régulier de la fosse Bleuse Borne. Lorsque la ligne de Somain à Péruwelz est construite, elle traverse le carreau de fosse. Celle-ci cesse d'extraire le 1er décembre 1899, après avoir extrait 3 864 000 tonnes de houille. Elle assure alors l'aérage de la fosse Bleuse Borne jusqu'à sa fermeture en 1935, puis assure l'aérage d'autres fosses.

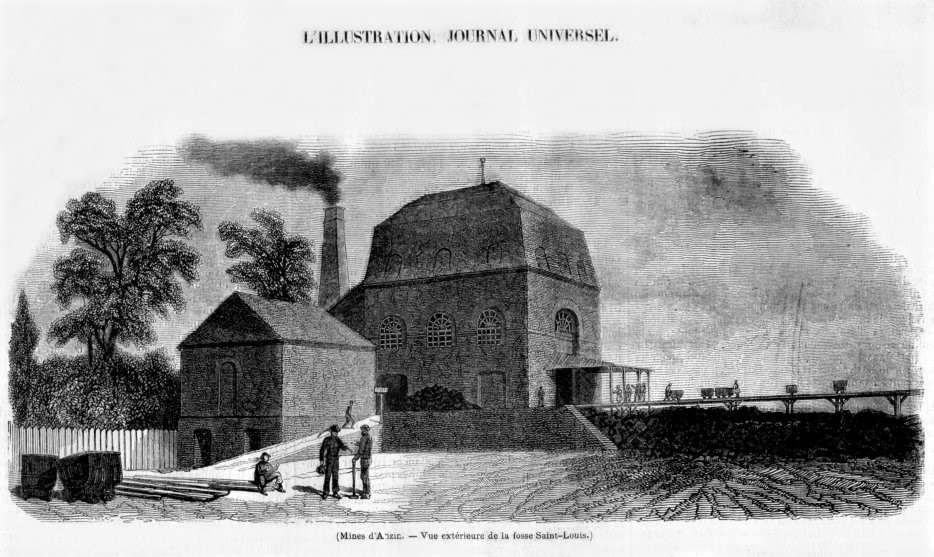
Gravure de la fosse dans la première moitié du XIXe siècle.
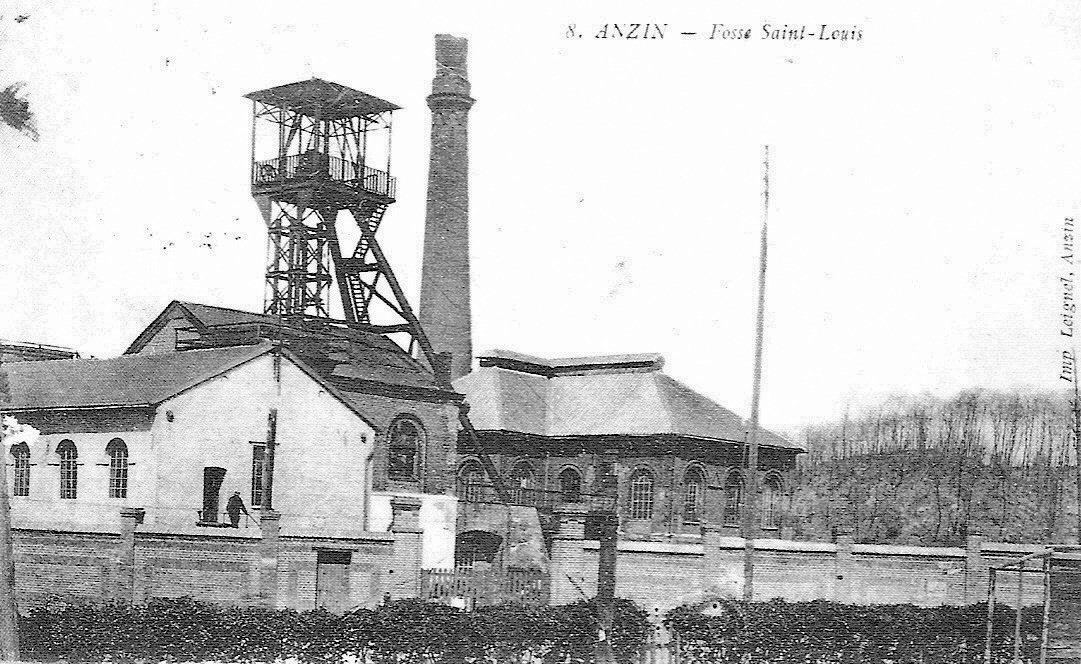
La fosse Saint-Louis, et son terril en arrière-plan.

La Compagnie des mines d'Anzin est nationalisée en 1946, et intègre le Groupe de Valenciennes. La fosse Saint-Louis cesse d'aérer en 1953, comme la fosse Bleuse Borne, date à laquelle le puits, profond de 500 mètres, est comblé.

### Reconversion
Une entreprise s'installe sur le carreau de fosse. Au début du XXIe siècle, Charbonnages de France matérialise la tête de puits Saint-Louis. Le BRGM y effectue des inspections chaque année. Il ne subsiste que l'infirmerie et le mur d'enceinte.

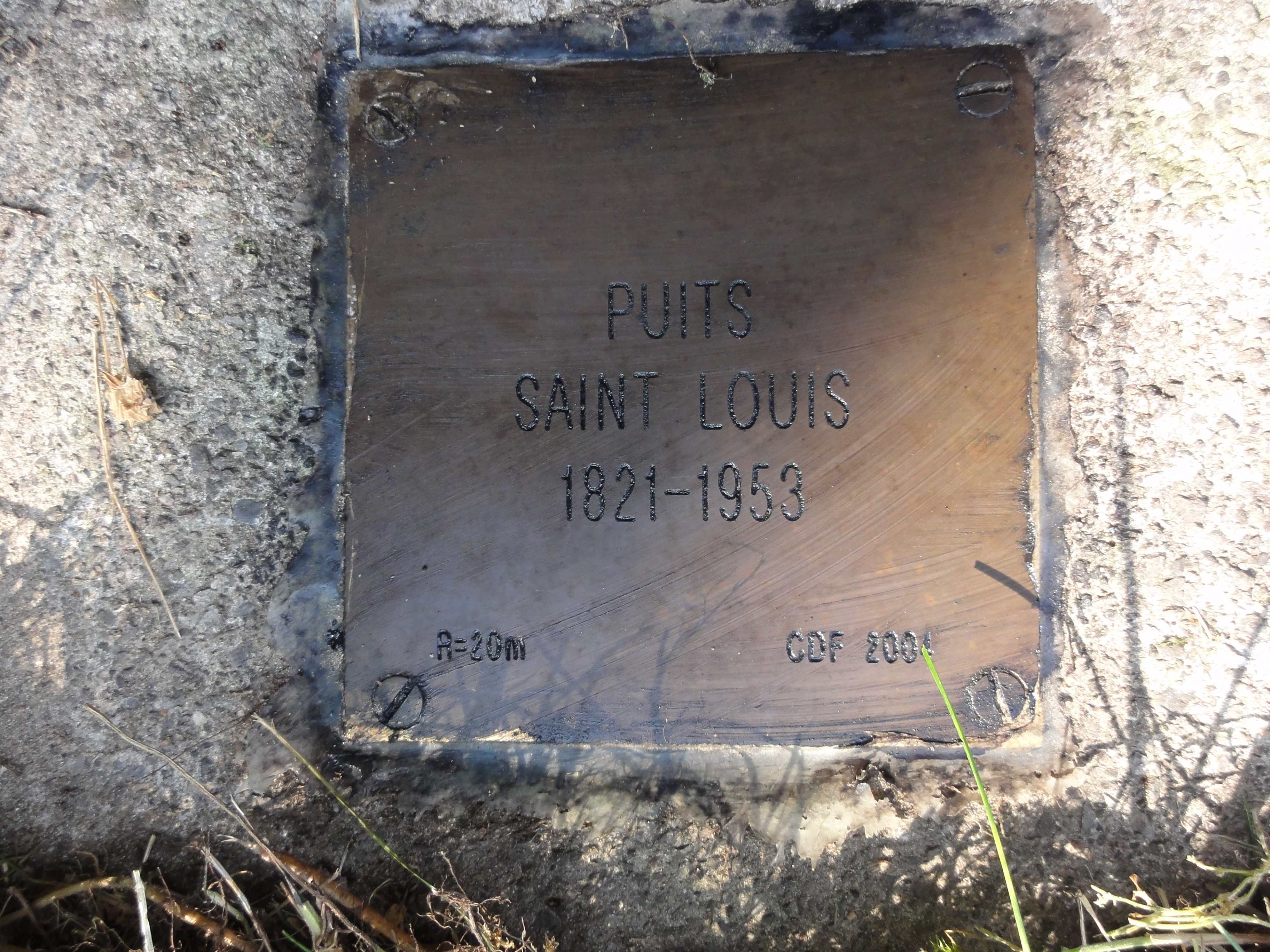
Puits Saint-Louis, 1821-1953.
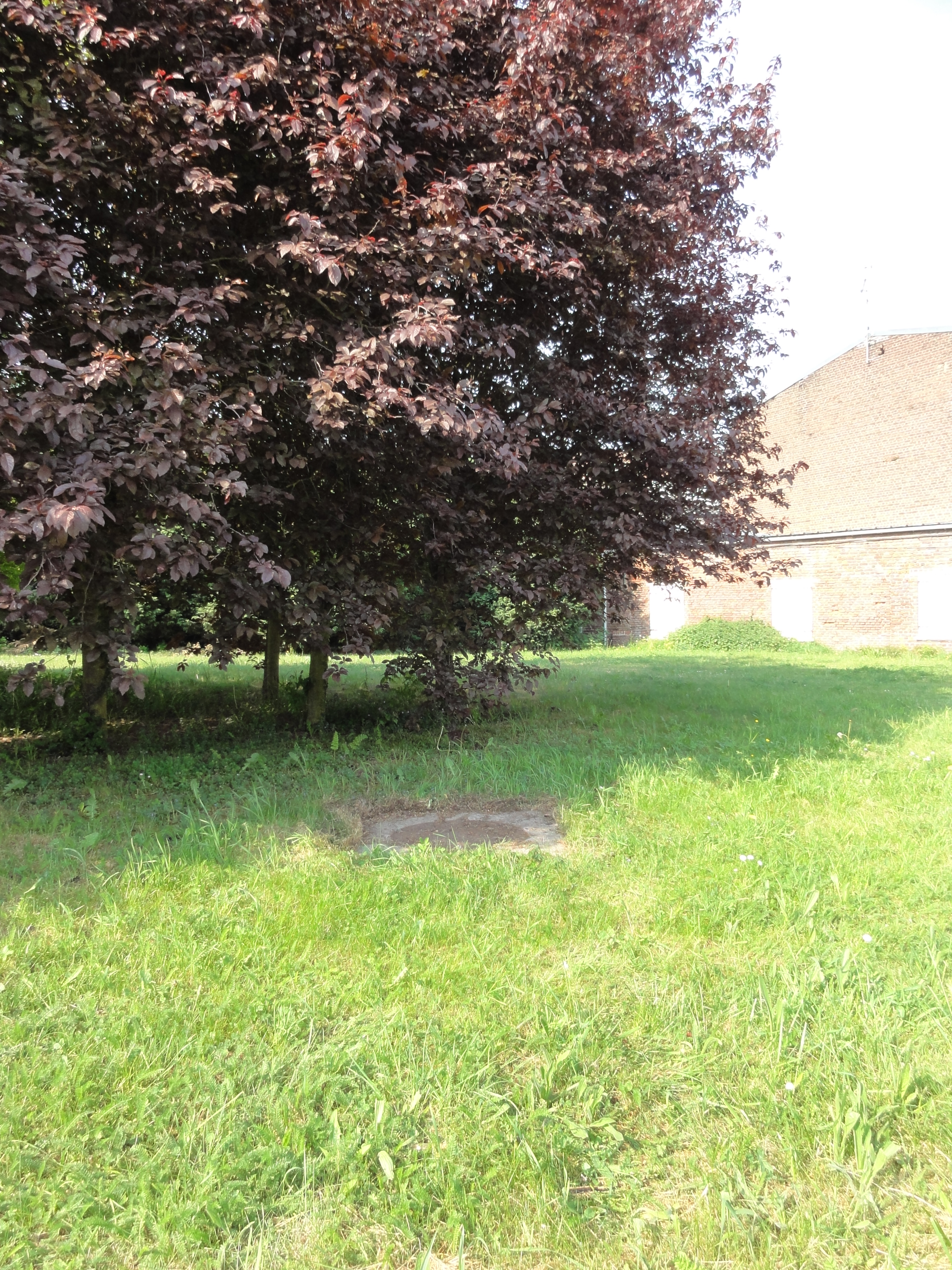
Le puits dans son environnement.
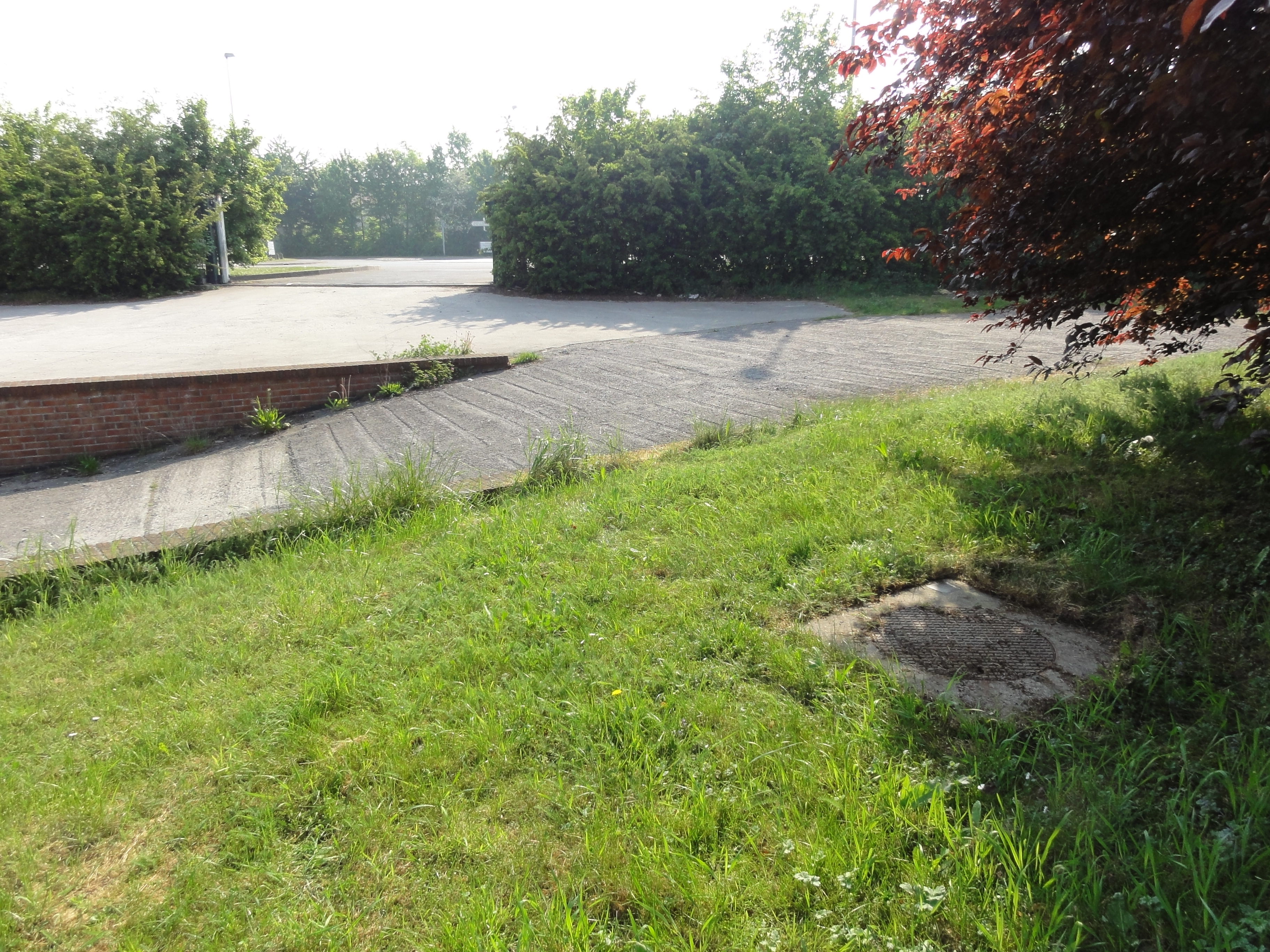
Le puits dans son environnement.
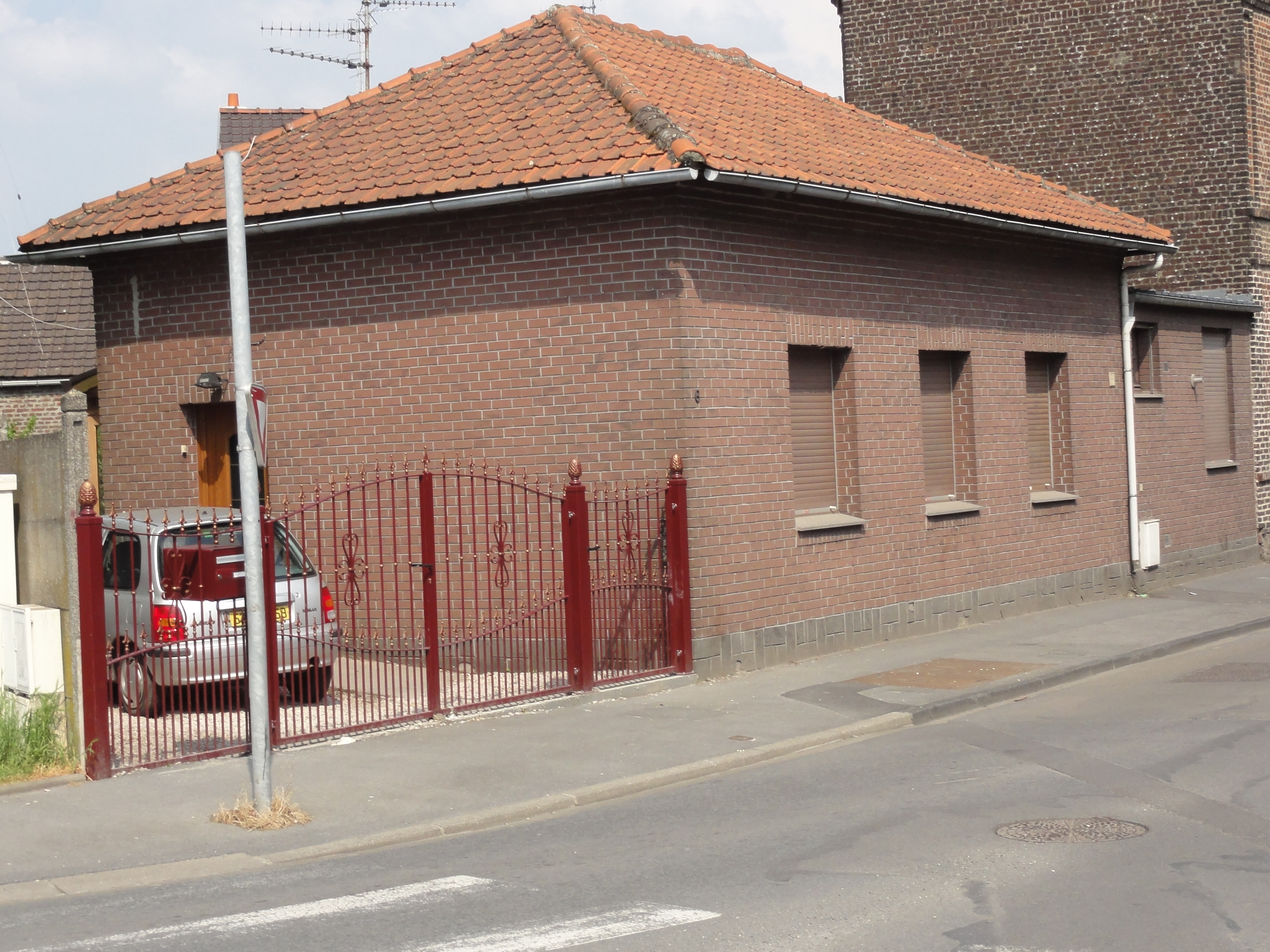
L'infirmerie.
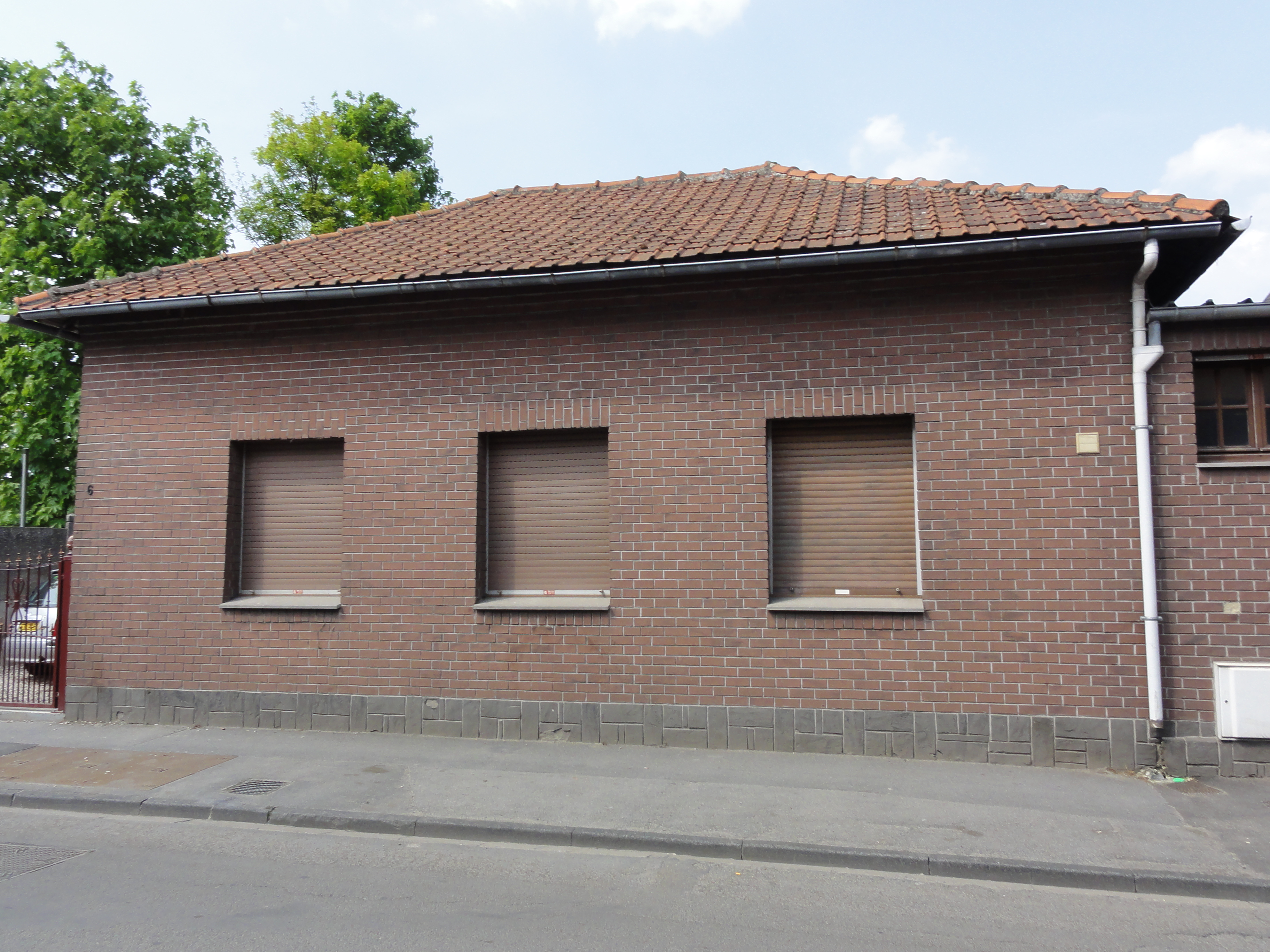
L'infirmerie.
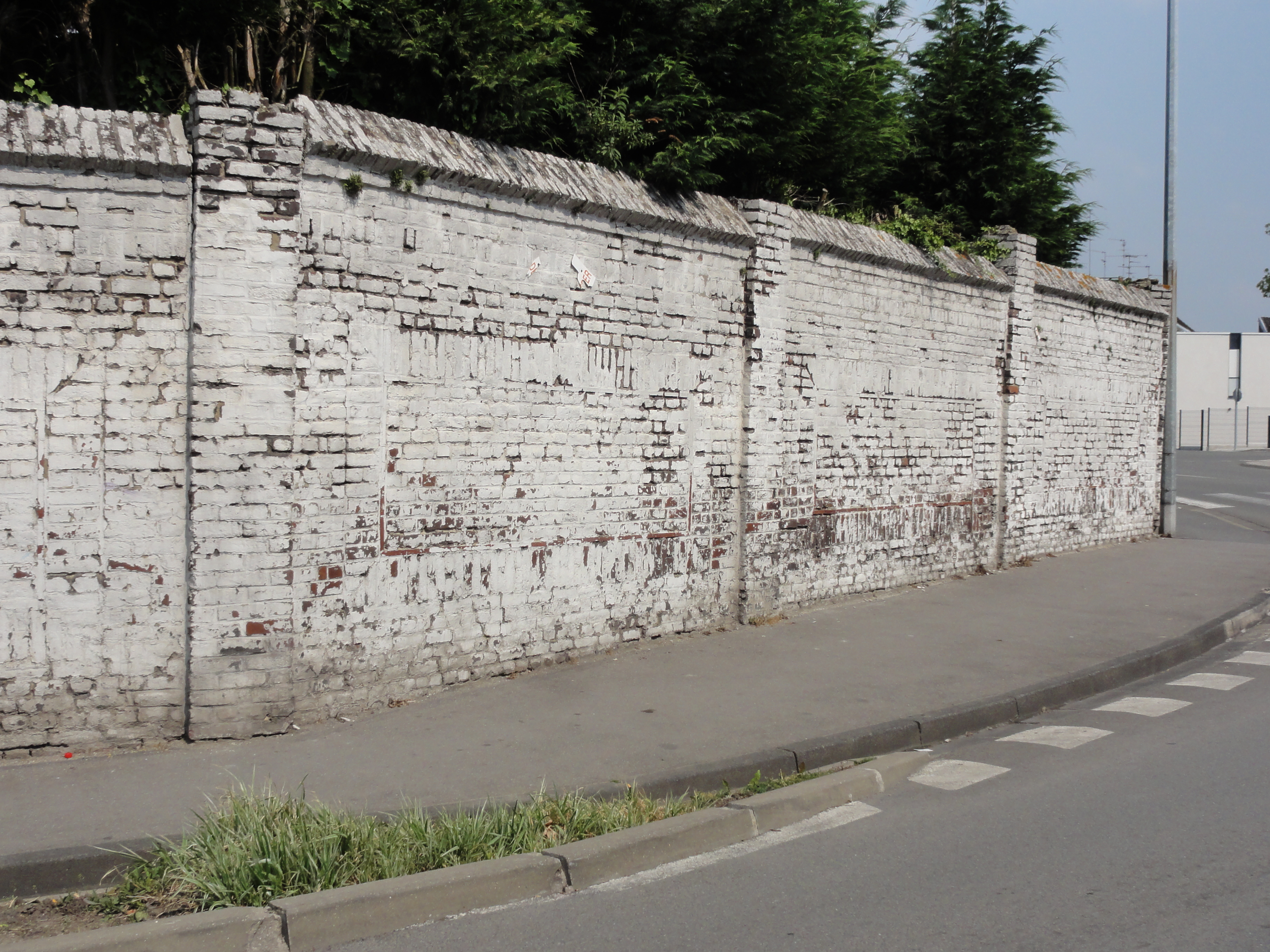
Le mur d'enceinte.

## Le terril

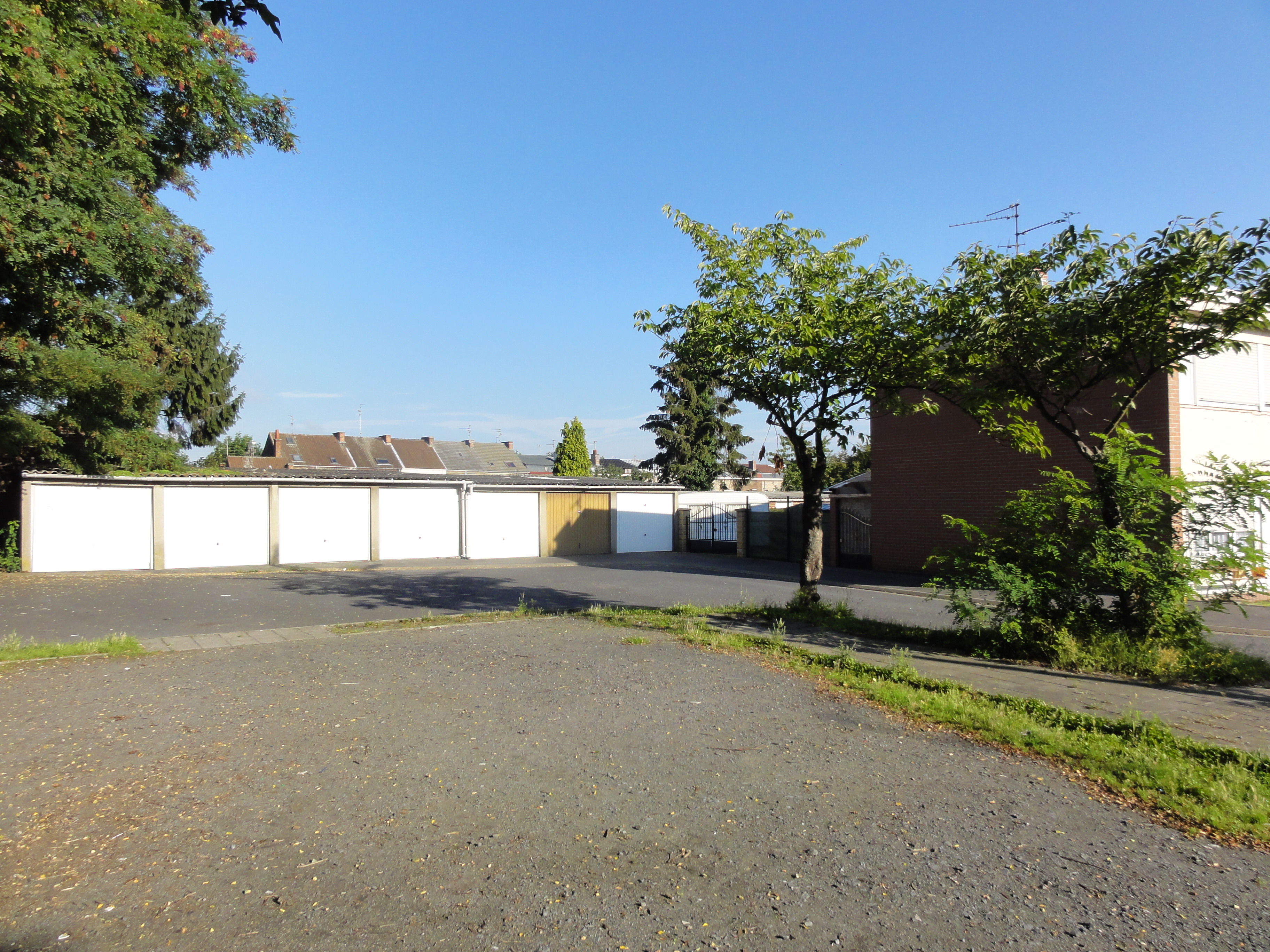
Le site du terril Saint Louis.

50° 22′ 37″ N, 3° 30′ 45″ E
Le terril no 188, Saint Louis, situé à Anzin, était le terril plat de la fosse Saint Louis des mines d'Anzin. Il a été intégralement exploité, et la zone a été urbanisée,.